# Artus Timoleone Luigi di Cossé-Brissac
Artus Timoleone Luigi di Cossé-Brissac, duca di Brissac (1668 – 1º luglio 1709), è stato un militare francese, Gran panettiere dal 1677, colonnello del reggimento di Gournay nel 1693, pari di Francia dal 1700 e brigadiere di cavalleria nel 1702.

## Biografia
Suo padre, preoccupato per la sua dissolutezza, lo voleva diseredare. Dopo la sua morte, tuttavia, essendo Artus il suo unico figlio, acquisì la proprietà e titoli della famiglia.
Dal momento che Maria Margherita di Cossé-Brissac aveva rinunciato all'eredità di suo fratello Enrico Alberto Artus Timoleone ricevette anche i beni del cugino e il titolo di duca di Brissac. Dopo aver negoziato con i creditori di suo cugino, morto giovane lasciando molti debiti alle spalle, offrì loro 580 820 lire per il valore del terreno di Brissac; quelli rifiutarono e chiesero una vendita all'asta. Il parlamento di Parigi, con una sentenza 23 marzo 1700, lasciò al conte Artus Timoleone il possesso del titolo di duca e del castello di Brissac in cambio dei soldi offerti. Artus vi si stabilì l'8 ottobre 1700 e 14 mesi più tardi cedette la proprietà ed il titolo al figlio maggiore Carlo Timoleone Luigi.